# Air Seoul
Air Seoul (koreanisch 에어서울) ist eine südkoreanische Billigfluggesellschaft mit Sitz in Seoul und Basis auf dem Flughafen Incheon. Sie ist eine Tochtergesellschaft der Asiana Airlines.

## Geschichte
Air Seoul bekam am 6. Juli 2016 ihre Betriebsgenehmigung und nahm am 11. Juli desselben Jahres den Flugbetrieb auf.

## Flugziele
Air Seoul bedient von Seoul aus Flüge nach Japan und Südostasien.

## Flotte
Mit Stand Mai 2025 besteht die Flotte der Air Seoul aus sechs Flugzeugen mit einem Durchschnittsalter von 14,8 Jahren:
| Flugzeugtyp     | Anzahl | bestellt | Anmerkungen                      | Sitzplätze | Durchschnittsalter |
| --------------- | ------ | -------- | -------------------------------- | ---------- | ------------------ |
| Airbus A321-200 | 6      |          | einer mit Sharklets ausgestattet | 195 220    | 14,8 Jahre         |
| Gesamt          | 6      | -        |                                  |            | 14,8 Jahre         |